# Linda Andersen
Linda Widwey Andersen (* 15. Juni 1969 in Tønsberg) ist eine ehemalige norwegische Seglerin.

## Erfolge
Linda Andersen startete bei den Olympischen Spielen 1992 in Barcelona in der Bootsklasse Europe, in der sie den ersten Rang belegte. Mit 48,7 Punkten wurde sie vor Natalia Vía Dufresne und Julia Trotman Olympiasiegerin. Vier Jahre darauf trat sie in Atlanta in der 470er Jolle mit ihrer Schwester Ida an, mit der sie die Regatta auf dem zehnten Platz abschloss. Bei Weltmeisterschaften gelang ihr 1988 in Nieuwpoort im Europe der Gewinn der Silbermedaille.
Andersen erhielt 1992 für ihren Olympiaerfolg den Fearnleys olympiske ærespris und die Aftenposten-Goldmedaille.